# Modasa
Modasa ist eine Stadt im indischen Bundesstaat Gujarat.
Die Stadt ist der Hauptort des 2013 gegründeten Distrikt Aravalli. Modasa hat den Status einer Municipality. Die Stadt ist in 12 Wards gegliedert.
Die Geschichte von Modasa reicht Tausende von Jahren zurück. Es wird angenommen, dass die Region um Modasa seit den Tagen der Industal-Zivilisation besiedelt ist. Viele architektonische Gegenstände, Münzen, religiöse Artefakte, Ziegel usw. sind in Ausgrabungsstätten in der Umgebung von Modasa gefunden worden.

## Demografie
Die Einwohnerzahl der Stadt liegt laut der Volkszählung von 2011 bei 67.648. Modasa hat ein Geschlechterverhältnis von 975 Frauen pro 1000 Männer und damit einen für Indien üblichen Männerüberschuss. Die Alphabetisierungsrate lag bei 87,2 % im Jahr 2011. Knapp 52 % der Bevölkerung sind Muslime, ca. 48 % sind Hindus und weniger als 1 % gehören einer anderen oder keiner Religion an. 12,4 % der Bevölkerung sind Kinder unter 6 Jahren.

## Wirtschaft
Es ist ein wirtschaftliches Zentrum für landwirtschaftliche Exporte, sowohl auf Landes- als auch auf nationaler Ebene. Als Zentrum für die umliegenden Dörfer fungiert Modasa als Verkehrsknotenpunkt für Einwohner und Touristen und verfügt über zwei große Krankenhäuser.